# Фэллон, Джон
Джон Фэллон (англ. John Fallon; 16 августа 1940, Блантир — 22 июля 2025) — шотландский футболист, вратарь.

## Карьера

### Клубная карьера
Во взрослом футболе дебютировал в сентябре 1959 года в клубе «Селтик», проведя матч против «Клайда». В 1963 году он стал основным вратарём команды и сыграл в розыгрыше Кубка обладателей кубков 1964 года, но клуб потерпел поражение в полуфинале турнира. Фэллон оставался основным вратарём до прихода в команду Ронни Симпсона в 1965 году.
В результате Фэллон оказался на скамейке запасных и не смог сыграть в финале Кубка Европейских чемпионов 1967 года против «Интернационале». Капитан команды Билли Макнилл вручил ему медаль победителя на командном ужине после матча, но затем она была заменена точной копией.
В результате победы на Кубке Европейских чемпионов «Селтик» в том же году вышел в Межконтинентальный кубок, сыграв в двух матчах против аргентинского «Расинга». Фэллон вышел в основном составе команды в одном из матчей после того, как Симпсон получил травму головы во время разминки. После ухода Симпсона в 1970 году, Фэллон вновь стал основным вратарём «Селтика», а в 1971 году покинул клуб.
В 1971 году он ненадолго перешёл в «Мотеруэлл». Завершил карьеру футболиста в 1973 году в клубе «Гринок Мортон», в составе которого не отыграл ни одного матча.

### Смерть
Скончался вечером 22 июля 2025 года в возрасте 84 лет.

## Достижения
«Селтик»
- Чемпион Шотландии: 1965/66, 1966/67, 1967/68, 1968/69, 1969/70
- Обладатель Кубка Шотландии: 1964/65, 1966/67, 1968/69, 1970/71
- Обладатель Кубка шотландской лиги: 1965/66, 1966/67, 1967/68, 1968/69, 1969/70
- Обладатель Кубка европейских чемпионов: 1966/67